# Antibiótico betalactâmico

Centro estrutural das penicilinas (acima) e cefalosporinas (abaixo). β-lactama anel vermelho.

Os antibioticos β-lactâmicos (beta-lactâmicos) são uma classe ampla de antibióticos, que inclui a penicilina e seus derivados, que possuem agente antibiótico, o núcleo β-lactâmico em sua estrutura molecular. É o mais usado grupo de antibióticos.
Embora não seja antibiótico verdadeiro, o inibidor β-lactamase é muitas vezes incluído nesse grupo.

## Sub-classes
Existem 6 sub-classes de beta-lactâmicos usados no tratamento de infecções: 
- As penicilinas, que podem ser:
  - Naturais (penicilina V, penicilina G Procaína, penicilina G Benzatina e  penicilina G Cristalina);
  - Semissintéticas (oxacilina, amoxicilina, ampicilina, ticarcilina e piperacilina);
- As cefalosporinas são os beta-lactâmicos que apresentam maior número de moléculas semissintéticas para tratamento, inclusive de infecções hospitalares e também comunitárias. Elas são divididas em gerações:  
  - 1ª geração (cefalotina, cefazolina, cefalexina e cefadroxila);
  - 2ª geração (cefuroxima, cefaclor e ceproxila);
  - 3ª geração (cefotaxima, ceftriaxone e ceftazidima);
  - 4ª geração (cefepime);
  - 5ª geração (ceftarolina).
- As cefamicinas: o protótipo é a cefoxetina;
- Os carbapenêmicos: Imipenem, Meropenem, Ertapenem e o Panipenem;
- Os monobactâmicos: o protótipo é o azetreonam;
- O clavulanato, com mínimo espectro de atividade, mas usado como inativador de beta-lactamase, enzima produzida por bactérias para resistirem a ação dos antibióticos beta-lactâmicos.